# Бонанно, Альфредо Мария
Альфредо Мария Бонанно (итал. Alfredo Maria Bonanno; 4 марта 1937, Катания, Сицилия — 6 декабря 2023, Триест) — главный теоретик современного повстанческого анархизма (инсуррекционизма), автор ряда очерков, включая «Вооруженная радость» (за который был осуждён на 18 месяцев итальянским правительством), «Борьба анархистов» и др. Являлся редактором «Изданий Анархизма» и многих других публикаций, только некоторые из которых были переведены на английский язык. Был вовлечен в анархистскую борьбу на протяжении более чем 30 лет.

## Политическая жизнь
В 1960-х течения внутри итальянского анархизма, которое не могло быть отождествлено ни с классической Итальянской Анархистской Федерацией, ни с платформистами (Анархистской группой пролетарского действия), появлялись локальными группами. Эти группы придавали особое значение прямому действию, сходству неформальных групп и экспроприации для финансирования анархистской деятельности. Бонанно — выходец именно из таких групп, в частности на него имел влияние испанский анархист Хосе Фасериаса.
Журнал «Делай или Умри» пишет:
...большинство итальянской анархистской критики движений 1970-х годов сфокусировано было на форме организации, которая и сформировала силы борьбы и из-за этого возрастала более развитая идея неформальной организации...Делай или Умри
Критика авторитарных организаций 1970-х, члены которых были уверены, что они находятся в привилегированном положении для борьбы по сравнению с пролетариатом в целом, была видна в борьбе 1980-х годов, например, в противостоянии военной базе, которая была местом хранения ядерного оружия в Комисо, Сицилия (ранние 1980-е). Анархисты активно проявили себя в борьбе. Главным теоретиком этих идей был Бонанно и его публикация «Анархизм».
В 1993 году Бонанно написал манифест «For An Anti-authoritarian Insurrectionalist International», в котором он предложил согласование между средиземноморскими повстанцами периода после распада СССР и гражданских войск в бывшей Югославии.
Бонанно был одним из сотен итальянских анархистов, которых арестовали в ночь на 19 июня 1997 года, когда итальянские силы безопасности проводили рейды по анархистским центрам и приватным домам по всей Италии. Рейды последовали после взрыва Палаццо Марино в Милане, Италия 25 апреля 1997 года. 2 февраля 2003 года Бонанно был приговорен к 6 годам тюрьмы и выплате штрафа в размере 2000 евро (первая судимость — 3 года, 6 месяцев) за вооружённое нападение и другие преступления. Такие обвинения были связаны с «делом Марини», в котором итальянские анархисты были обвинены в принадлежности к вооружённой группе с идейным лидером — Альфредо Бонанно.
4 октября 2009 года Бонанно был арестован с греческим анархистом Христосом Стратигопулосом в Трикале, центральной Греции, по обвинению в осуществлении вооружённого ограбления местного банка. В машине были найдены 46900 евро наличными. 22 ноября 2010 Бонанно был приговоре к 4 годам тюрьмы и сразу же отпущен на свободу (он пробыл в тюрьме около года и к тому моменту ему было уже более 70 лет) Стратигопулос был осужден на 8 лет и 9 месяцев и возможно будет отпущен в конце 2011.

## Изречения
Относительно национально-освободительной войны:
Анархисты отказываются от участия в национальных фронтах освобождения, но они принимают участие на классовых фронтах, которые могут или не могут быть вовлечены в национально-освободительную борьбу. Противостояние должно распространиться на укрепление экономических, политических и социальных структур на свободных территориях на основе федералистских и либертарных организаций.Альфредо М. Бонанно, Anarchism and the National Liberation Struggle, 1977
Относительно революции:
Это легко. Ты можешь сделать это сам или вместе с верными товарищами. Тебе не нужны огромные средства или техническая компетенция. Капитал – уязвим, если ты полон решимости действовать.Альфредо М. Бонанно, Armed joy
Другое знаменитое высказывание:
Действующий человек — это не человек с неизбежностью что-то делать, но осознавший человек.Альфредо М. Бонанно, Armed joy
Возможно, это высказывание лучше всего показывает философию Бонанно:
Спеши, товарищ, сразу же стреляй в полицейского, судью, богача, прежде чем новая полиция не начнет мешать тебе. Спеши и откажись, прежде чем новая репрессия не убедит тебя, что отказ – это бессмысленность и сумасшествие и, что ты должен принять гостеприимство психиатрической лечебницы. Спеши и атакуй столицу, прежде чем новая идеология сделает её священной для тебя. Спеши и бросай работу, прежде чем новый софист скажет тебе: «Работа делает тебя свободным». Спеши и играй. Спеши и вооружайся.Альфредо М. Бонанно, Armed joy